# Canadá nos Jogos Olímpicos de Inverno de 1924
O Canadá mandou 12 competidores que disputaram três modalidades nos Jogos Olímpicos de Inverno de 1924, em Chamonix, na França. A delegação conquistou 1 medalhas no total, sendo uma de ouro.